# Thomas Jefferson Hogg
Thomas Jefferson Hogg (24 mai 1792 - 27 août 1862) est un barrister (avocat plaidant) et écrivain britannique, connu pour son amitié avec le poète romantique Percy Bysshe Shelley. Hogg grandit dans le comté de Durham, mais passe la plus grande partie de sa vie à Londres. Shelley et lui deviennent amis alors qu'ils étudient à Oxford et restent proches jusqu'à la mort de Shelley. Au cours de leur séjour à Oxford, ils collaborent à plusieurs projets littéraires, qui aboutissent à leur expulsion après la publication d'un essai nommé La Nécessité de l'athéisme. Ils restent de bons amis, mais leur relation est parfois tendue en raison de l'attrait de Hogg pour les femmes qui entretenaient une relation amoureuse avec Shelley.
Hogg devient avocat et rencontre Jane Williams, qui devient une amie proche de Percy Shelley peu de temps avant la mort du poète. Jane devient la conjointe de fait de Hogg et ils ont deux enfants ensemble. La famille s’installe à Londres, bien que la carrière juridique de Hogg l’oblige souvent à s’éloigner de son domicile.
Alors qu'il vit à Londres, Hogg fait la connaissance de plusieurs écrivains célèbres et publie ses propres œuvres littéraires. Il étudie la littérature grecque pendant une grande partie de sa vie et publie plusieurs articles sur le sujet, dont deux articles dans l'Encyclopædia Britannica. La plupart des œuvres de fiction qu'il a écrites ont été mal reçues. Son œuvre littéraire la plus connue est The Life of Percy Bysshe Shelley (en) (La vie de Percy Bysshe Shelley), une biographie inachevée du poète. Bien que le livre ait fait l'objet de recherches approfondies et dépeigne clairement Shelley dans sa jeunesse, il a été critiqué pour son image négative.
Hogg a de bonnes relations avec le parti Whig. Il est nommé à une commission gouvernementale des corporations municipales et devient un avocat réviseur du recensement électoral. Sa carrière juridique a connu un succès modéré, mais il était souvent frustré par son incapacité à atteindre son objectif de devenir professeur ou juge. Néanmoins, il a pu subvenir aux besoins de sa famille grâce à un héritage et aux revenus de sa carrière juridique.

## Jeunesse
Thomas Jefferson Hogg était l'aîné des six enfants de John et Prudentia (née Jones) Hogg. Il reçoit le prénom de son grand-père paternel et le nom de famille de sa grand-mère paternelle. Le père de John était le fils d'un riche homme d'affaires et le père de Prudentia était un membre du clergé gallois. Bien que John ait suivi une formation d'avocat, il ne pratiquait pas le droit régulièrement. Au lieu de cela, il a consacré son temps à gérer ses biens et à servir de juge de paix,,. La famille vivait dans un manoir géorgien appelé Norton House, situé à deux miles de Stockton-on-Tees.
Jeune homme, Thomas Jefferson lit de nombreux livres, notamment Le Paradis perdu, Tristram Shandy et Life of Johnson (en). John a enseigné le grec et le latin à son fils. Chaque été, la famille louait une maison à Seaton Carew (en), où Thomas Jefferson chassait, pêchait et faisait de l'équitation,. Il a fréquenté une école préparatoire à Ferrybridge pendant quatre ans avant de passer à l’école de Durham à l’âge de 12 ans, que son père et son grand-père avaient également fréquentée,.

## Oxford

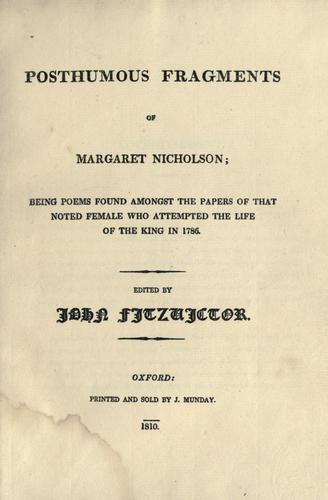
Couverture de Posthumous Fragments of Margaret Nicholson par Percy Bysshe Shelley et Thomas Jefferson Hogg

En 1810, Thomas Jefferson Hogg entre à l'université d'Oxford, alma mater de son père,. Il y rencontre Percy Bysshe Shelley et se lie d'amitié avec lui en octobre 1810. Hogg et Shelley discutent souvent de littérature et de métaphysique, ont un mépris commun pour la religion et la société d'Oxford et sont unis dans leur croyance en l'amour libre et la libre-pensée,,. Bien que le père de Shelley ait craint initialement que son fils soit corrompu par les idées de Hogg, il a été rassuré lorsqu'il a appris que Hogg appartenait à une famille respectable.
Hogg et Shelley ont collaboré à la rédaction, à la fin de 1810, d’une brochure de «poésie révolutionnaire factice», intitulée Posthumous Fragments of Margaret Nicholson (en), qu’ils ont attribuée à Nicholson (en) elle-même. Elle était une blanchisseuse mentalement instable qui, en 1786, avait tenté de poignarder le roi George III avec un couteau à dessert. Ils ont également composé ensemble un roman, Lenora, mais n’ont pas trouvé d’imprimeur disposé à publier un ouvrage aussi subversif,.
Au début de 1811, Shelley et Hogg publient La Nécessité de l'athéisme, qui outrage les autorités d'Oxford. Bien que publié anonymement, la suspicion est vite tombée sur le duo. Ils refusent d'endosser ou de nier la paternité de l'œuvre et sont en conséquence expulsés d'Oxford,.

## York

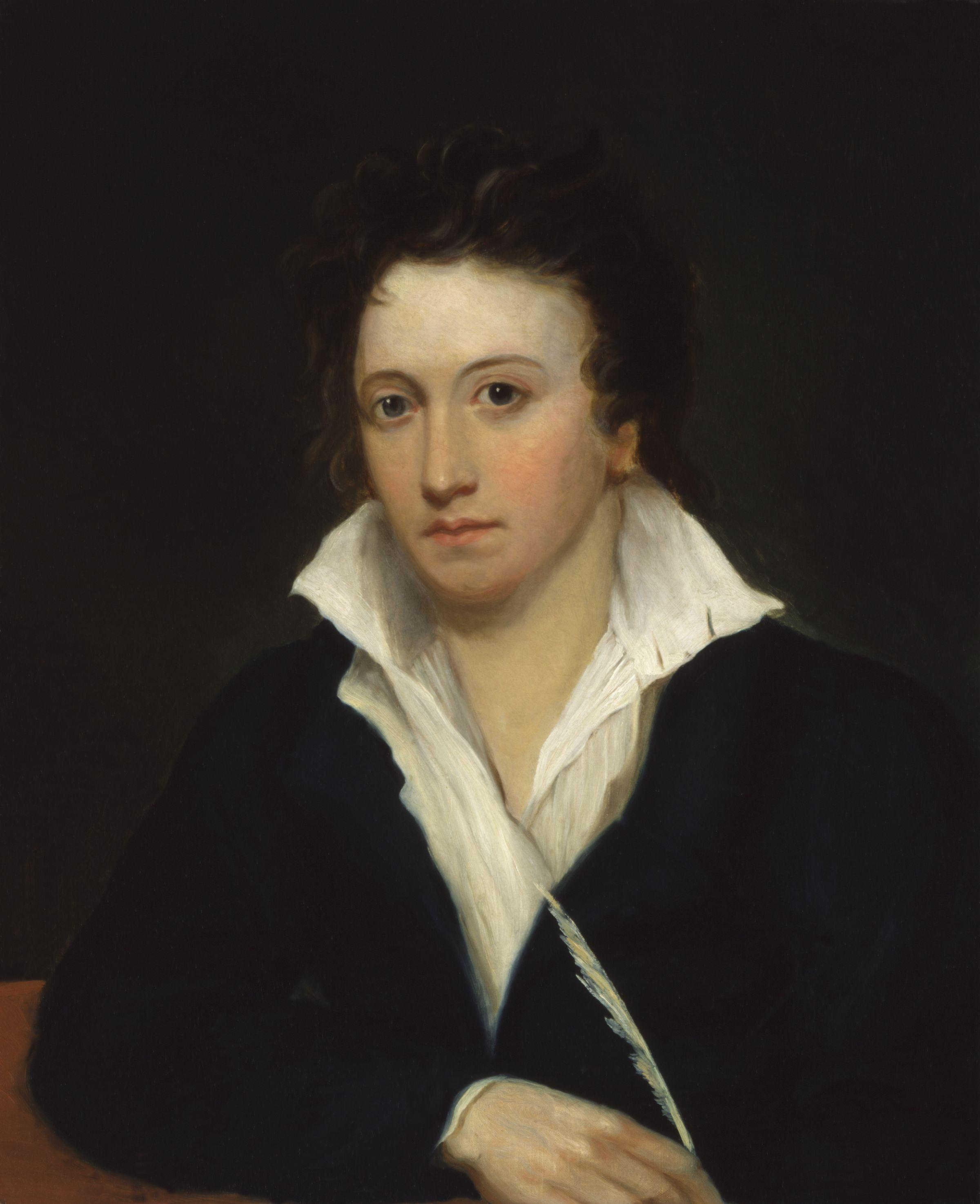
Portrait de Percy Bysshe Shelley en 1819

Après avoir quitté Oxford, Thomas Jefferson Hogg est envoyé à York pour effectuer un apprentissage juridique Timothy Shelley est furieux lorsqu'il apprend l'expulsion, mais John Hogg n'a aucune intention de discipliner son fils ni de lui interdire de s'associer à Percy Shelley. Prudentia Hogg, chrétienne évangélique, est choquée d'apprendre que son fils prônait l'athéisme. Elle est encore plus en colère lorsqu'elle apprend que son fils est devenu végétarien, une décision qu'elle attribue à l'influence corruptrice de Shelley,.
Hogg trouve un emploi dans un cabinet juridique à York. Percy Shelley avait initialement prévu de lui rendre visite, mais il a changé ses plans au printemps 1811 après qu'il est tombé amoureux d'une jeune femme nommée Harriet Westbrook. Shelley avait toujours été opposée à l'institution du mariage, mais il tenait profondément à Harriet et craignait qu'elle ne le quitte si elles ne se mariaient pas. Hogg a répété à maintes reprises à Shelley que le mariage était dans le meilleur intérêt de Harriet. Shelley a finalement été persuadée et s'est enfuie pour épouser Harriet à Édimbourg,.
À automne 1811, Hogg rend visite au couple à Édimbourg, qu'il apprécie grandement,. Hogg devient rapidement très attirée par Harriet et passait souvent seule avec elle chaque fois que Percy demandait d'écrire dans la solitude. Hogg finit par dire à Harriet ses sentiments pour elle, mais elle le repousse poliment et commence à lire à voix haute des romans à thèmes moraux en sa présence.
Après un séjour de six semaines, Hogg doit regagner le cabinet juridique à York et les Shelley décident de le raccompagner chez lui dans cette ville. En octobre 1811, Percy part pour Londres afin d’intervenir dans une dispute entre son père et son oncle. Harriet est restée avec Hogg, qui a rapidement lui fait d'autres avances infructueuses. La mère de Harriet apprend rapidement que Hogg et sa fille vivent ensemble et envoie la sœur de Harriet séjourner avec eux. Harriet se plaint à Percy Shelley à son retour de la façon dont Hogg l'avait traitée,. Percy est offensé, mais reste néanmoins en bons termes avec Hogg. Troublé par la détresse ressentie par ses colocataires, Percy Shelley décide soudain de quitter York avec Harriet et sa sœur. Hogg lui envoie ensuite une série de lettres de protestation dans lesquelles il se plaignait de la façon dont il avait été traité. Dans ses réponses, Shelley affirme qu'il valorise toujours l'amour libre, mais qu'il était parti calmer Harriet. Hogg et Shelley ont ensuite échangé de nombreuses lettres émotionnelles au cours des deux mois suivants, mais ont ensuite cessé de communiquer pendant un an,,.
En 1811, Hogg écrit un roman picaresque, Memoirs of Prince Alexy Haimatoff. Il le publie anonymement, affirmant qu'il avait été traduit du latin par un certain John Brown à la demande du prince Haimatoff. Le livre ne s'est pas très bien vendu. Les critiques ultérieures ont noté une ressemblance entre Haimatoff et Percy Shelley. Shelley a écrit une critique généralement positive du livre publié dans The Critical Review en 1814, mais il a reproché à l'auteur de promouvoir la "promiscuité-concubinage", faisant apparemment référence de manière voilée aux tentatives de Hogg de séduire Harriet,.

## Études de droit

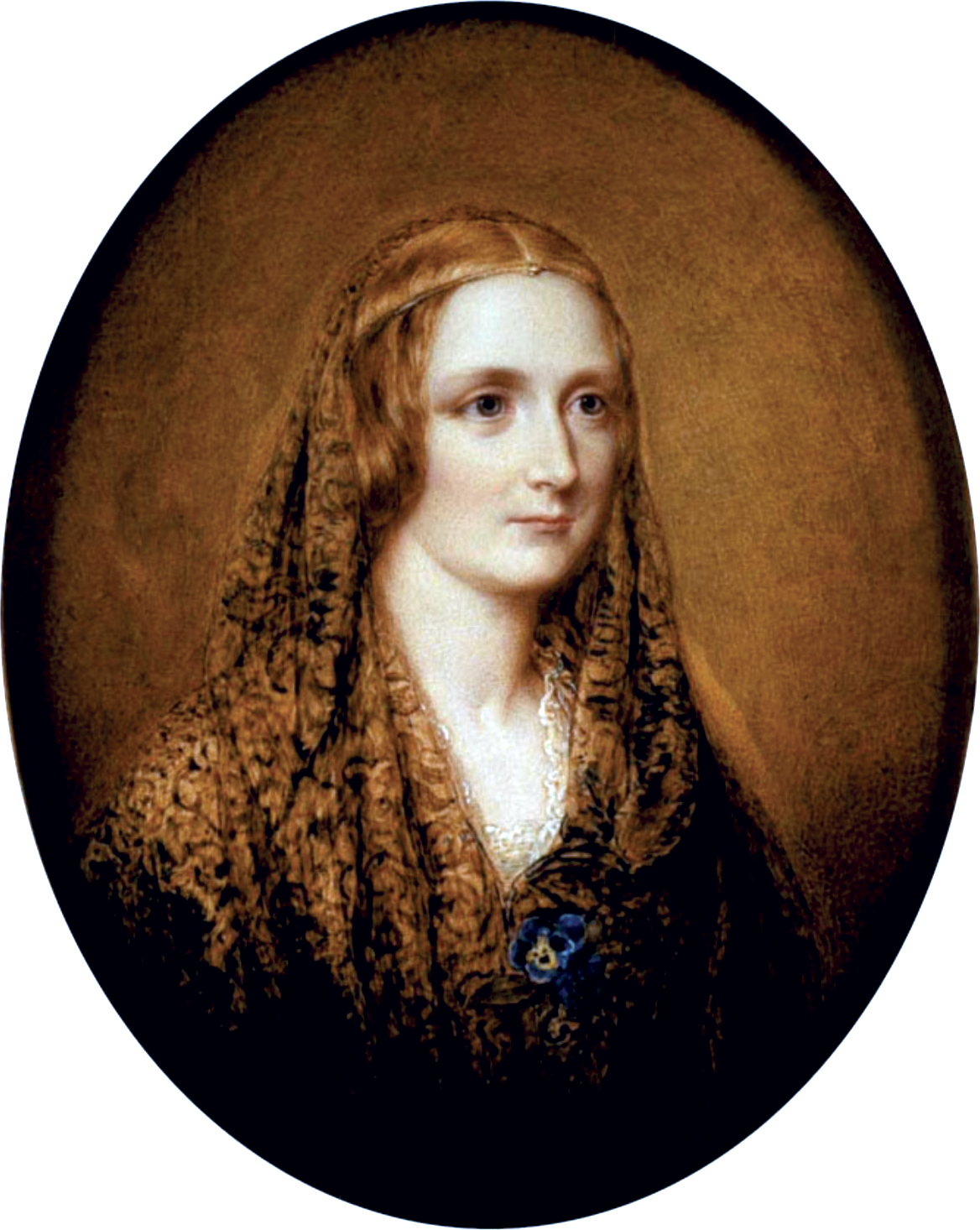
Portrait de Mary Shelley, 1820

Thomas Jefferson Hogg quitte York pour Londres au printemps 1812 pour étudier le droit. Il essaie de cacher ses opinions politiques à ses camarades de classe et passe de longues heures à étudier le droit et à lire la littérature grecque. En 1813, Hogg se réconcilie avec les Shelley après leur visite à Londres. Ils restent en contact après le départ du couple pour un voyage au pays de Galles et en Irlande. En avril 1814, Hogg se rend en Irlande dans le but d'encourager Percy Shelley, qui se plaignent d'une mauvaise humeur dans une lettre. Les Shelley ne reçoivent pas la dernière lettre de Hogg avant son départ et ont quitté Dublin avant son arrivée. Incapable de les localiser, il rentre chez lui. Shelley revient bientôt à Londres également.
À l'été de 1814, Hogg rencontre pour la première fois Mary Wollstonecraft Godwin lors d'une visite à William Godwin avec Percy Shelley. Bientôt, Hogg apprend que Shelley a abandonné Harriet et s'est enfui avec Mary en Europe continentale. Ils reviennent plus tard cette année-là et Hogg est de nouveau présenté à Mary en novembre 1814. Bien qu’elle soit initialement calme avec lui, Mary commence bientôt à apprécier ses visites fréquentes,. Hogg devient très attiré par Mary Shelley et, quand Percy apprend ce qu’il ressentait pour elle, il les encourage à avoir une liaison, comme expression de l’amour libre. Mary, elle aussi, apprécie l'amour libre et est initialement ouverte à cette idée, jusqu'à ce qu'elle sache qu'elle est enceinte.

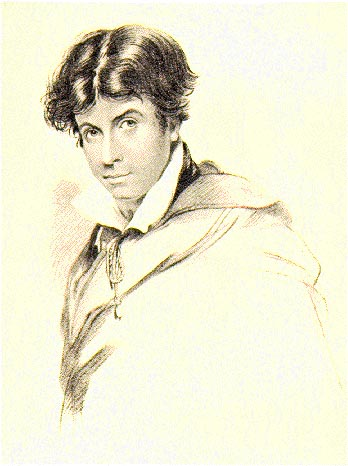
Leigh Hunt

Les Shelleys ont déménagé à Windsor au cours de l'été 1815. Hogg leur rend visite lorsque sa charge de travail le lui permet. Ils quittent l'Angleterre pour l'Europe continentale en mai 1816, et Hogg reprend ses visites après leur retour, mais il n'est plus aussi proche d'eux qu'il ne l'avait été. Cela est en partie dû à sa maladresse avec Mary, qui était préoccupée par ses efforts pour finir d'écrire Frankenstein ou le Prométhée moderne. Percy et Hogg réussissent néanmoins à convaincre Mary d'assister à l'opéra avec eux à quelques occasions.
Percy Shelley décide bientôt de quitter l'Angleterre pour l'Italie afin d'améliorer sa santé, malgré les tentatives de Hogg pour le dissuader. Il invite souvent Hogg à rendre visite, ce qu'il ne fait jamais,.
John et Prudentia Hogg sont heureux d'apprendre que les Shelley ont quitté l'Angleterre, espérant que leur fils deviendra plus conservateur en l'absence de Percy. Ils sont déçus de son rejet continu de leurs opinions tories, mais il va à l'église avec eux lors de ses visites et n'est plus végétarien. Ils sont également quelque peu préoccupés par l'association de Hogg avec l'éditeur radical Leigh Hunt et son cercle d'amis. Grâce à Hunt, Hogg fait connaissance avec plusieurs membres du monde littéraire londonien, notamment Thomas Love Peacock, Charles Lamb et Walter Coulson (en). Hogg rencontré également John Keats, qui lui remet un exemplaire de son premier livre de poésie,.
Hogg est admis au barreau à la fin 1817 et pratique souvent le droit à Northumberland et à Durham. Il rend fréquemment visite à sa famille, avec qui il est alors en bons termes. Sa personnalité réservée s'avére un obstacle à sa carrière et il reste dépendant de l'aide financière de son père,. Il continue d'étudier le grec et un article qu'il écrit sur Apulée est publié dans le troisième numéro de The Liberal (en) en 1822. Un article qu'il soumet pour le quatrième numéro est rejeté, ce qui le fache avec les éditeurs.

## Jane Williams

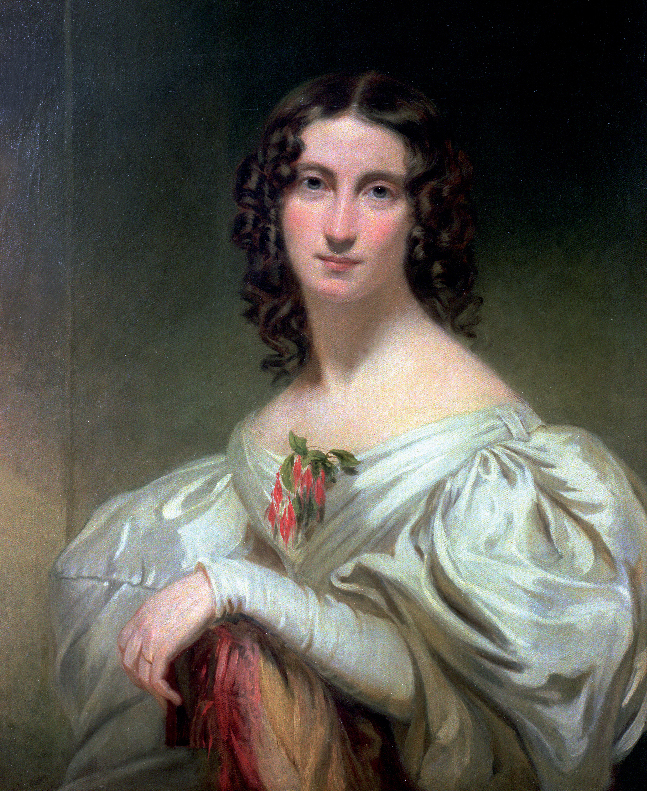
Portrait de Jane Williams, 1822

En 1823, Thomas Jefferson Hogg rencontre Jane Williams alors qu'il rend visite à John Gisborne, l'ami de Percy Shelley, époux de Maria Gisborne (en). Jane et son conjoint de fait Edward Ellerker Williams ont été colocataires de Shelley peu de temps avant sa mort. Edward Williams et Shelley sont morts dans un accident de bateau, laissant Jane seule avec deux jeunes enfants. Hogg est bientôt très amoureux d'elle. Ils se voient régulièrement chez les Gisborne à l'automne et au début de l'hiver 1823. En décembre, il retourne dans le nord de l'Angleterre pour voir sa famille. Là-bas, il commence à écrire régulièrement à Jane. Le printemps suivant, il lui rend souvent visite chez sa mère et ils font souvent de longues promenades ensemble. En mars, elle quitte la maison de sa mère pour s'installer chez elle, permettant ainsi à Hogg de la voir plus librement,.
Jane est toujours légalement mariée. Par conséquent, Hogg risque la réprobation de sa famille s'il poursuit une relation avec elle. Au début, le couple est très discret et nie même à ses amis proches qu'ils ont une romance. La mort du père de Hogg à la fin de 1823 résout la situation ; l'héritage qu'il reçoit assure sa sécurité financière,,.
En 1825, Hogg accompagne son frère John lors d'un Grand Tour en Europe continentale. Jane l'encourage à faire le voyage, persuadée que c'est un test de son engagement envers elle. Il rentre en Angleterre en février 1826. Bien que Hogg apprécie le voyage, la lecture de la littérature grecque et des journaux anglais lui a manquée. La rédaction des récits de voyages publiés en 1827 sous le titre Two Hundred and Nine Days occupe une grande partie de son temps au cours de son voyage. Il attaque fréquemment l’Église catholique et les fonctionnaires des douanes dans ses journaux, mais il fait souvent des observations positives sur le mode de vie de nombreuses personnes ordinaires qu’il a rencontrées. Hogg raconte aussi sa visite à la tombe de Percy Shelley au cimetière non catholique de Rome,,.

## Descendance
Jane tombe enceinte au printemps 1827 et va s'installer chez Hogg,. Elle devient ensuite connue sous le nom de Mme Hogg et il se consacre à son rôle de père pour ses deux enfants.
Peu de personnes à Londres, à l'exception de leurs amis proches, savent que le couple n'est pas marié. La famille de Hogg entend des rumeurs selon lesquelles il envisage de se marier et est curieuse de savoir qui il a choisi. Ils sont très contrariés quand ils entendent parler de ses projets d'union avec Jane. Sa mère ne souhaite pas présenter Jane à leurs cercles sociaux sous le nom de Mme Hogg, ce qui lui conduit à ne jamais leur rendre visite. Hogg ne s'est rendue dans la maison de sa famille à Durham que sept ans après l’avoir informé de sa relation avec Jane. La nouvelle de leur union se répand dans Durham et Hogg arrête d'y pratiquer le droit pendant un temps en raison de sa réputation entachée. Plusieurs de leurs amis soutiennent leur union. Mary Shelley a particulièrement approuvé leur mariage, bien qu’elle ait été jalouse du temps passé par Hogg avec Jane,.
La première enfant du couple, Mary Prudentia Hogg, née en novembre 1827. Ses parents font de leur mieux pour ne pas ébruiter la nouvelle, car elle est née peu de temps après le début de leur cohabitation. Mary Prudentia décède en mai 1829,,. Jane donne naissance à leur deuxième fille, Prudentia, en 1836, et Mary Shelley est choisie comme marraine. L'amitié de Hogg avec Mary Shelley est toutefois perturbée plusieurs années plus tard, quand elle republie Queen Mab de Percy Shelley en 1839. Hogg lui reproche pour ne pas avoir laissé sa dédicace initiale à Harriet Shelley. Ils ne communiquent plus entre eux pendant plusieurs années.

## Carrière juridique et publications savantes
Thomas Jefferson Hogg continue à étudier la littérature grecque et peut publier certaines de ses opinions sur les Grecs dans le journal radical Westminster Review (en). Il profite de l'occasion pour critiquer le traitement réservé aux Grecs dans la publication conservatrice The Quarterly Review. Cet article provoque une controverse parmi les confrères juristes conservateurs de Hogg,.
Étant donné que son mariage avec Jane a entravé l'avancement de sa carrière juridique, Hogg espére obtenir une nomination à l'aide de son réseau politique. Ce n'est pas immédiat, car le parti whig est dans l'opposition, mais à l'été de 1827, Henry Brougham promet à Hogg un futur poste de professeur de droit civil à l'University College de Londres, nouvellement créée. Hogg prépare un programme d’enseignement, mais le poste de professeur n’est pas créé faute de fonds. Cet échec contrarie énormément Hogg, qui en devient très amer. Une conférence qu'il avait l'intention de donner lors de sa nomination est publiée en 1831,.
Hogg espère également que son ami Thomas Love Peacock, qui travaille pour la Compagnie britannique des Indes orientales, va le recommander pour un poste. À la consternation de Hogg, Peacock ne l'aide pas, bien que plusieurs années plus tard, Peacock aidera le beau-fils de Hogg à obtenir un emploi dans l'entreprise.

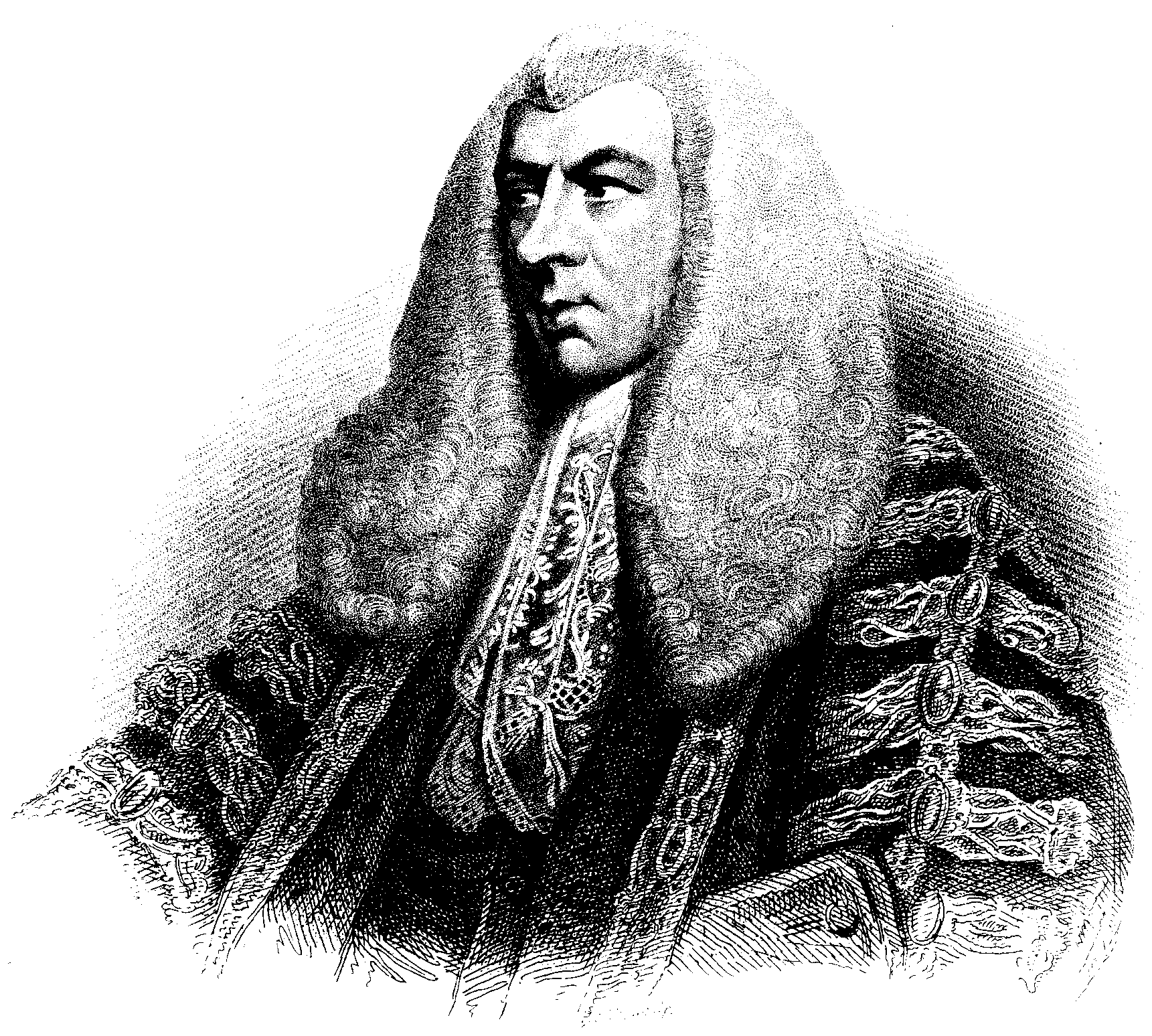
Lord Chancelier Brougham

Hogg publie Shelley à Oxford, un compte rendu de ses souvenirs de Shelley dans The New Monthly Magazine (en) en 1833. Son article est profondément modifié avant sa publication, ce qui l'irrite profondément. Le remaniement est toutefois efficace et de nombreux critiques sont très impressionnés par le produit fini. Il contribue également à la Edinburgh Review. Un de ses articles notables est une présentation du premier volume de Römische Geschichte de Barthold Georg Niebuhr. Le rédacteur en chef de la Edinburgh Review, Macvey Napier, choisit un autre auteur pour relire le deuxième volume, ce qui rend Hogg furieux.
Henry Brougham devient Lord grand chancelier du Royaume-Uni après une victoire aux élections des Whig. En 1833, il nomme Hogg à un poste lucratif de la commission royale d’examen des corporations municipales. Hogg devient un critique féroce de la Loi sur les corporations municipales ; il préfère une approche plus mesurée et moins idéologique que la plupart des membres de sa commission et est considéré par beaucoup comme un whig inhabituellement conservateur. Son travail à la commission l’oblige à s’absenter de son domicile pendant une longue période, ce qui s’avère très difficile pour Jane. Elle sait que Hogg est libre de l'abandonner à tout moment, car ils ne sont pas légalement mariés. Après sa nomination, Hogg rend finalement visite à Norton House après une absence de sept ans, mais sa famille n’a pas changé d’opinion quant à sa relation avec Jane,,.
À la fin de son mandat à la commission, Hogg reprend la pratique du droit dans le Nord de l'Angleterre, où son frère John a récemment commencé à exercer. John est bientôt fâché par son frère qui tente d'utiliser les liens familiaux pour faire avancer sa carrière.
Hogg obtient le poste d'avocat réviseur pour Northumberland et Berwick en 1838. Cela l'oblige à se rendre dans le nord de l'Angleterre deux fois par an. Jane se plaint souvent de ces voyages, mais Hogg aime visiter le nord. Il espère que son service juridique lui permettra d'obtenir une nomination en tant que juge, mais il va être déçu,.
En 1841, Hogg écrit Some Recollections of Childhood, un roman historique qui se déroule à Londres à l'époque de la Conquête normande de l'Angleterre. Il publie ses chapitres par épisode dans Monthly Chronicle d'Edward Bulwer. Le livre n'est pas bien accueilli par les critiques, qui reproche sa nature discursive et de son développement médiocre. William Makepeace Thackeray publie une critique particulièrement cinglante. Hogg acquiert cependant une réputation d'érudit helleniste et contribue à l'Encyclopædia Britannica ; il est l'auteur des articles « Alphabet » et « Antiquités » de la septième édition.

## Conflits familiaux
En 1843, Thomas Jefferson Hogg devient la cible d'une tentative de chantage de la part de John Edward Johnson, le mari de Jane. Johnson a fourni au journaliste Barnard Gregory (en) les détails de l'état matrimonial de Jane. Gregory publie un article sur elle dans The Satirist (en), mais commet une erreur grossière. Gregory affirme que l'épouse de James Hogg, membre du Parlement de Beverley, était légalement mariée à un autre homme, ce qui a incité James Hogg à entamer une action en diffamation à l'encontre de Gregory. Johnson a rapidement disparu après avoir appris l'erreur. Gregory a été reconnu coupable de diffamation et a purgé une brève peine de prison. Après sa libération, il a préparé un rectificatif qu'il prévoyait de publier, ce qui aurait pu menacer la situation juridique de Hogg. Hogg a fait appel à Leigh Hunt, qui a dissuadé Gregory de publier. John Edward Johnson est décédé en 1840, libérant Jane du chantage à cause de son état matrimonial. Bien que Hogg et Jane soient maintenant libres de se marier, ils ont choisi de ne pas le faire, pour éviter de révéler leur situation.
Prudentia, la mère de Hogg, meurt en 1839. Comme condition du testament de son père, Thomas Jefferson Hogg, à la mort de sa mère, peut acheter la part de son frère dans Norton House. Il décide de ne pas le faire, en raison des coûts potentiels liés à l'entretien de la maison et de l'hostilité que Jane pourrait y subir. Au lieu de cela, il laisse son frère racheter sa part dans la maison, une décision qui mène à un conflit entre les deux frères en ce qui concerne le prix et le moment de la vente,. Ils travaille finalement sur les détails et leur relation devient plus apaisée une fois la vente terminée.
Hogg et sa famille vivent ensuite ensemble une vie essentiellement calme et stable. Ils ont parfois des difficultés financières, même s'ils peuvent s'offrir un cuisinier et une femme de ménage. Hogg aime passer du temps avec ses enfants et accorde une attention particulière à leur éducation. Il enseigne le grec et le latin à sa fille Prudentia, mais la décourage de devenir bas-bleuisme. Hogg essaie également de convaincre Jane d'étudier le grec, mais sans succès,. Henry Cleveland, le neveu de Jane, emménage dans leur maison après avoir quitté l'armée. Hogg accepte alors Henry comme membre de la famille. Le jardinage a toujours été un passe-temps pour Hogg et, dans ses dernières années, il passe souvent du temps à entretenir ses jardins avec Jane.
La paix familiale de la famille est brisée lorsque la belle-fille de Hogg, Jane Rosalind, a une relation amoureuse avec Henry Hunt, le fils de Leigh Hunt. Hunt n'a aucune perspective d'emploi claire, amenant Thomas et Jane à douter de la pertinence d'un mariage. Hogg est très gentil en discutant avec sa belle-fille, espérant éviter de la traiter de la même façon que Timothy Shelley avait traité Percy Shelley des années plus tôt, mais Mary Shelley pense que Hogg adopte une position beaucoup trop passive. Thomas et Jane décide d'envoyer Jane Rosalind en France dans une tentative infructueuse de la détourner de son idée, mais elle revient vite et a épousé Hunt.

## The Life of Percy Bysshe Shelley
En 1857, Percy Florence Shelley, le seul enfant encore en vie du poète Percy Bysshe Shelley, invite Thomas Jefferson Hogg à produire une biographie de son père, décédé plus de 30 ans auparavant La famille Shelley fournit à Hogg un certain nombre de documents de Percy Shelley à utiliser dans ses recherches.
Les deux premiers volumes de La Vie de Percy Bysshe Shelley sont publiés en 1858, mais sont mal accueillis par la critique. Le livre n’est pas aussi bien édité que son article précédent et beaucoup estiment qu’il ne contient pas d'informations sur Shelley et sur son œuvre Shelley à Oxford Cependant, la réception n’est pas unanimement négative et plusieurs amis de Shelley apprécient le livre,. La famille Shelley est très mécontente de la manière dont Shelley est présenté. Ils exigent le retour des manuscrits de Shelley et obtiennent une injonction empêchant la publication de nouveaux volumes Hogg avait commencé à en écrire un troisième, mais il n'a jamais été achevé.

## Mort
À la fin de sa vie, Thomas Jefferson Hogg souffre de la goutte ce qui l'oblige à restreindre ses activités. Il meurt dans son sommeil en 1862 à l'âge de 70 ans. Son frère John écrit une nécrologie très positive pour The Gentleman's Magazine.
Hogg laisse un héritage de 17 000 £, dont l'essentiel va à sa fille, mais Jane est également prise en charge. Son frère reçoit sa collection de livres. Ses sœurs, qui sont alors assez riches, ne touchent que des quantités symboliques. Hogg est enterré au cimetière de Kensal Green, où Jane est enterrée à côté de lui 22 ans plus tard.